# Nickelodeon Teen
 (juillet 2023).
Si vous disposez d'ouvrages ou d'articles de référence ou si vous connaissez des sites web de qualité traitant du thème abordé ici, merci de compléter l'article en donnant les références utiles à sa vérifiabilité et en les liant à la section « Notes et références ».
Nickelodeon Teen (anciennement Nickelodeon 4Teen) était une chaîne de télévision française appartenant à au groupe américain Paramount Networks France, déclinaison francophone de la chaîne américaine TeenNick.

## Histoire
Le 16 novembre 2014, Viacom annonce le lancement de la chaîne Nickelodeon 4Teen le 19 novembre 2014 à 18 h. La chaîne vise principalement les adolescents de 8 à 12 ans. Le 26 août 2017, Nickelodeon 4Teen est renommée Nickelodeon Teen et change d'habillage. Depuis le 11 avril 2019, la chaîne est désormais disponible sur les réseaux de l'opérateur SFR. L'intégralité des chaînes de VIMN France arrivent sur Free, le 20 novembre 2019 et depuis le 28 janvier 2020 chez Bouygues Telecom. Cela marque la fin de l'exclusivité avec Canal+. La chaîne est désormais disponible sur TV d'Orange sans être obligé de souscrire à l'offre fibre de l'opérateur.
Dans la nuit du 14 au 15 juillet 2025, la chaîne Nickelodeon Teen cesse d'émettre et est remplacée par NickToons, une chaîne dédiée à l'animation.

### Logos

Logo du 19 novembre 2014 au 26 août 2017.
Logo du 26 août 2017 au 20 mai 2024.
Logo du 20 mai 2024 au 15 juillet 2025.

Un nouveau logo de Nickelodeon Teen est apparu depuis avril 2022.
Le 20 mai 2024, la chaine change son habillage. Son logo ressemblant à ses chaines sœurs, Nickelodeon Junior et Nickelodeon France.
Dans la nuit du 14 au 15 juillet, Nickelodeon Teen est remplacée par NickToons.

### Slogan
- Du 19 novembre 2014 au 26 août 2017 : Trop bien, trop cool
- Depuis le 26 août 2017 : La chaîne 100 % séries

## Organisation
Nickelodeon Teen se situe dans le même pôle que Nickelodeon, tout comme Nickelodeon Junior.
Présidents-directeurs généraux de Paramount Networks France :
- Thierry Cammas : depuis le 1er février 2005

## Diffusion
Nickelodeon Teen est diffusée en définition standard et en haute définition. Par satellite "Astra 1N (19.2°E)" sous la fréquence : (12 441,50 MHz/Vertical/29700) elle est diffusée uniquement en haute définition par le bouquet Canal+. Dès son lancement, elle était proposée exclusivement par Canalsat et Numericable en HD. La chaîne est disponible sur tous les réseaux (ADSL/FTTH/FTTB) de SFR depuis le mois d'avril 2019, marquant la fin de l'exclusivité.
| Canal+ | Orange | SFR | Bouygues Telecom | Free |
| ------ | ------ | --- | ---------------- | ---- |
| 146    | 102    | 212 | 107              | 152  |

La chaîne est également diffusée par la plateforme Molotov.tv.

### Suisse
La chaîne y fut lancé sur CanalSat Suisse. Elle rejoint l'offre Teleclub Premium en 2016. En juillet 2019, Nickelodeon Teen a été intégré aux offres de UPC et Swisscom TV en remplacement de Elle Girl.
| UPC Suisse                                                |
| --------------------------------------------------------- |
| - 162 (Romandie) - 462 (Suisse alémanique) - 662 (Tessin) |